# 绍兴真神堂
绍兴真神堂是位于浙江省绍兴市东街的一座基督教堂。
1866年，美北浸礼会传教士进入绍兴，1869年，秦镜牧师在城内观音桥购房，辟为礼拜堂，次年又转售于圣公会。1871年，秦镜在东街大坊口正式建堂。1920年，在原址改建为真神堂，为3层木结构楼房。
1959年，绍兴基督教浸礼会、内地会、圣公会、安息日会、自立会、聚会处、自立会7个教派在真神堂实行联合礼拜。同年，真神堂又宣布停止礼拜2年 。
文革期间，真神堂关闭，改名为反帝堂，作为造反派大本营。1976年，真神堂为绍兴越剧团和县绍剧团占用。
1982年，绍兴真神堂修缮后复堂，建筑现为绍兴市文物保护单位。